# Округ Пајк (Индијана)
Округ Пајк (енгл. Pike County) је округ у америчкој савезној држави Индијана.

## Демографија
По попису из 2010. године број становника је 12.845, што је 8 (0,1%) становника више него 2000. године.
| Група             | 2000.          | 2010.          |
| Белци             | 12.666 (98,7%) | 12.544 (97,7%) |
| Афроамериканци    | 13 (0,1%)      | 39 (0,3%)      |
| Азијати           | 18 (0,1%)      | 25 (0,2%)      |
| Хиспаноамериканци | 74 (0,6%)      | 120 (0,9%)     |
| Укупно            | 12.837         | 12.845         |